# Petr Vařecha
Petr Vařecha (21. ledna 1955 – 22. listopadu 2002 Uherské Hradiště) byl český fotbalista a trenér. Svůj život ukončil sebevraždou oběšením.

## Hráčská kariéra
Jako hráč byl spjat především se Slováckou Slavií. Na sklonku kariéry nastupoval např. za TJ Spartak Hluk.

## Trenérská kariéra
- 1993/94 (3. liga) – Slovácká Slavia Uherské Hradiště (asistent a vedoucí mužstva)
- 1994/95 (2. liga) – Slovácká Slavia Uherské Hradiště (asistent a vedoucí mužstva)
- 1995/96 (1. liga) – Slovácká Slavia Uherské Hradiště (asistent a vedoucí mužstva)
- 1996/97 (2. liga) – Slovácká Slavia Uherské Hradiště (asistent a vedoucí mužstva)
- 1997/98 (2. liga) – Slovácká Slavia Uherské Hradiště (hlavní trenér 1.–12. kolo)
- 1997/98 (3. liga) – AFK VMG Kyjov (hlavní trenér)
- 1998/99 (3. liga) – AFK VMG Kyjov (hlavní trenér)
- 1999/00 (4. liga) – Slovácká Slavia Uherské Hradiště (hlavní trenér)
- 2000/01 (3. liga) – 1. FC Synot Staré Město „B“ (hlavní trenér)
- 2001/02 (3. liga) – 1. FC Synot Staré Město „B“ (hlavní trenér)
- 2002/03 (3. liga) – 1. FC Synot Staré Město „B“ (hlavní trenér)